# Australoactina nigricornis
Australoactina nigricornis är en tvåvingeart som först beskrevs av Günther Enderlein 1921.  Australoactina nigricornis ingår i släktet Australoactina och familjen vapenflugor. Inga underarter finns listade i Catalogue of Life.